# Солотча (река)
Солотча (Солодча, Большая Канава) — река в России, протекает по Рыбновскому и Рязанскому районам Рязанской области. Устье реки находится в 745 км от устья Оки по левому берегу. Длина реки составляет 25 км, площадь водосборного бассейна — 546 км².

Солотча — извилистая, неглубокая река. В её бочагах стоят под берегами стаи язей. Вода в Солотче красного цвета. Такую воду крестьяне зовут «суровой». На всём протяжении реки только в одном месте к ней подходит неведомо куда идущая дорога, и при дороге стоит одинокий постоялый двор.— Паустовский К. Г. «Мещёрская сторона»

## География
Река Солотча берёт начало в лесных болотах на границе Московской и Рязанской областей. Течёт на юг по Мещёрской низменности. На реке, ранее, располагалась деревня Ульевая (в настоящий момент — нежилая). Река Солотча впадает в Солотчинскую старицу реки Оки рядом с одноимённым посёлком Солотча.

## Притоки
(расстояние от устья)
- 7,8 км: водоток канава Кельцевская (канава Воронцовская) (лв)
- 15 км: водоток канава Криушинская (лв)
- 24 км: канал Магистральный (пр)

## Данные водного реестра
По данным государственного водного реестра России и геоинформационной системы водохозяйственного районирования территории РФ, подготовленной Федеральным агентством водных ресурсов:
- Бассейновый округ — Окский
- Речной бассейн — Ока
- Речной подбассейн — бассейны притоков Оки до впадения Мокши
- Водохозяйственный участок — Ока от города Коломны до города Рязани